# Delfín brazilský
Delfín brazilský (Sotalia fluviatilis), místně zvaný tucuxi (česky tukuxi, „jiný delfín“), je druh říčního delfína, který se vyskytuje pouze v povodí Amazonky. Jedná se o ohrožený druh, jenž čelí řadě hrozeb od zamotání do rybářských sítí přes aktivní lov místními domorodci až po znečištění vodních toků. 

## Systematika
Delfína brazilského (Sotalia fluviatilis) vědecky popsali francouzští přírodovědci Émile Deville a Paul Gervais v roce 1853. Rod Sotalia, do kterého byl nově popsaný druh řazen, původně zahrnoval až pět druhů, avšak v průběhu 20. století se počet rozpoznávaných druhů zredukoval na dva, a sice na říčního delfína brazilského a mořského delfína guayanského (Sotalia guianensis). Oba druhy byly později považovány za tentýž druh S. fluviatilis s říční a mořskou formou (ekotypem, poddruhem), avšak na základě morfologických a genetických studií z nultých let 21. století se oba taxony někdy od roku 2007 považují za samostatné druhy. S delfínem brazilským je nakládáno jako s monotypickým taxonem, tzn. nejsou rozeznávány žádné poddruhy.
V angličtině se delfín brazilský běžně označuje jako tucuxi (česky tukuxi, „jiný delfín“), což pochází ze jména tucuchi-un, což je domorodý název druhu v tupijštině, jíž mluví Tupijové, jedna z největších domorodých skupin amazonské Brazílie. Vědecké druhové jméno fluviatilis znamená v latině „žijící v řece“.

## Popis

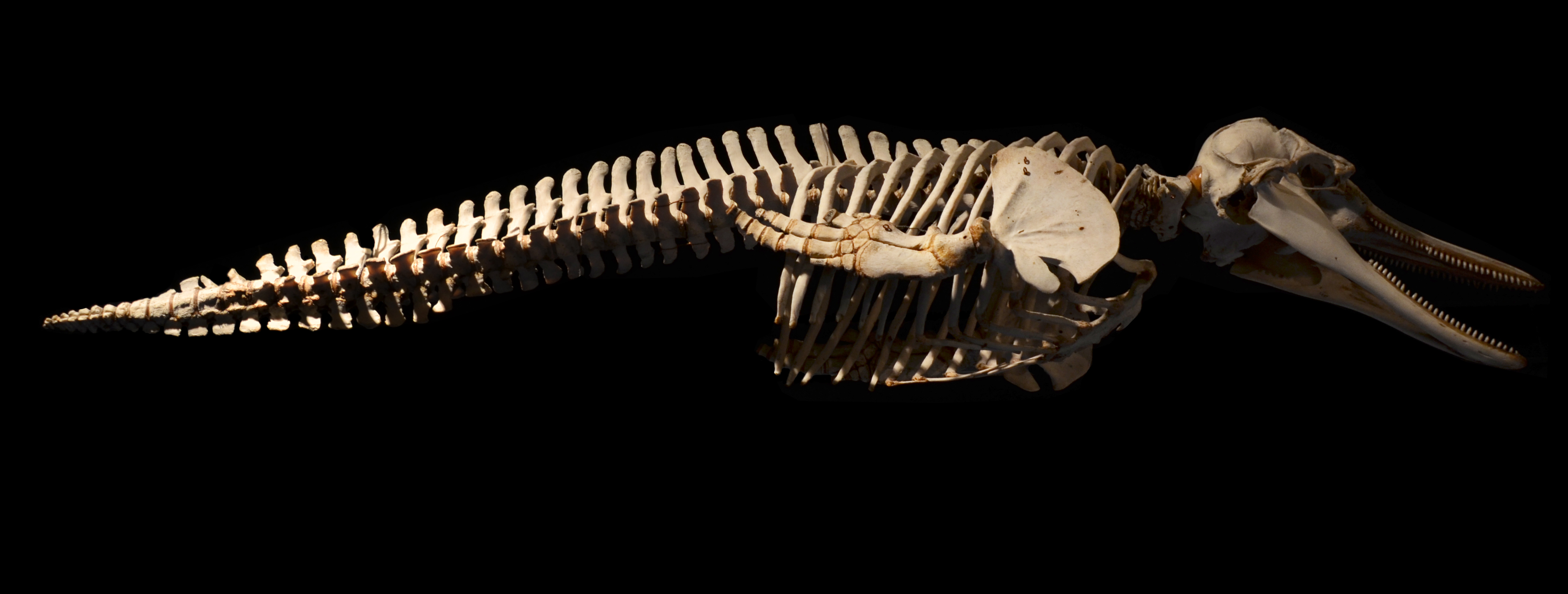
Kostra delfína brazilského

Jedná se o menšího delfína dorůstajícího do délky kolem 1,5 m, což je až o několik decimetrů méně, než jeho nejbližší příbuzný delfín guayanský. Tělo je protáhlé, avšak relativně baculaté, zobák úzký a středně dlouhý, ploutve široké. Hřbetní ploutev je nízká, trojúhelníková, občas se zakulaceným vrcholem. Soudkovitý meloun hladce navazuje na kořen horní čelisti, tzn. nemá záhyby kůže, které jsou typické pro většinu ostatních druhů delfínů. Horní strana těla je tmavě modrá až hnědošedá, spodina je světle šedá nebo bílá, často s narůžovělým nádechem. Hrudní ploutve i ocasní ploutev jsou tmavší než zbytek těla. Od očí k hrudním ploutvím se táhne tmavší čára. V horní čelisti se nachází 56–70 zubů, v té spodní 52–66.

## Výskyt
Jedná se takřka výhradně o říční, sladkovodní druh delfína. Obývá sladké vody Amazonky a jejich přítoků včetně kolumbijských řek Putumayo a Caquetá, perských toků Ucayali a Marañón, ekvádorských Napo a Cuyabeno, nebo brazilských řek Negro, Madeira, Purus a Tapajós. Chybí v řekách Mamoré a Beni. Stávající populace jsou nezřídka odděleny geografickými bariérami, jako jsou mělké části říčních koryt, rychlé peřeje nebo vodopády. U ústí řeky Amazonky patrně dochází k částečnému překrytu výskytu s delfínem guayanským.
Ve starších zdrojích se někdy uvádí, že se delfín brazilský možná vyskytuje i v povodí Orinoko, genetická analýza z roku 2017 však tuto izolovanou populaci označila za delfína guyanského.

## Chování a biologie

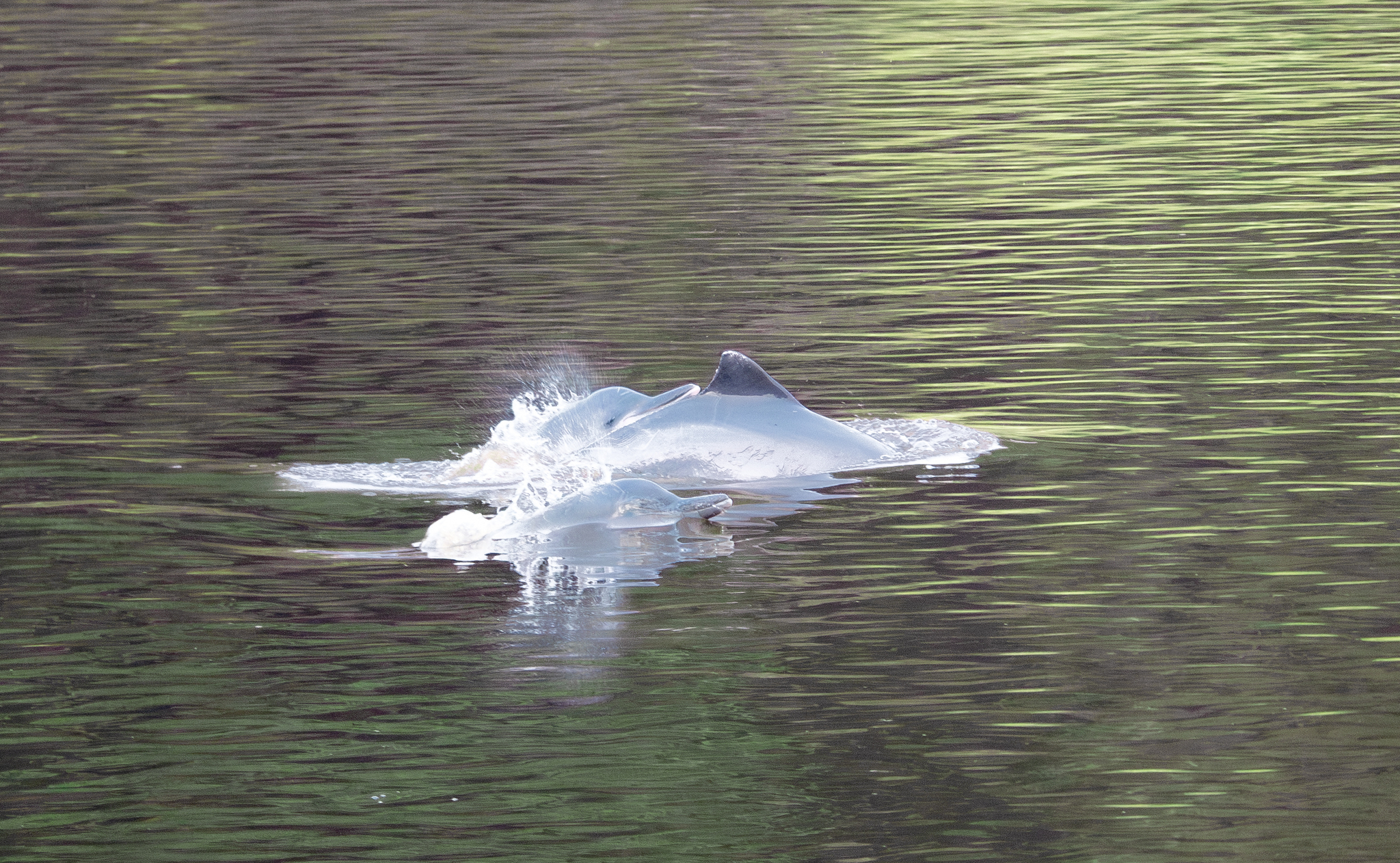
Skupinka delfínů brazilských

Žije v menších skupinách do čtyř, občas do šesti jedinců. Typická skupina zahrnuje dospělce a mláďata. Výjimečněji byly zaznamenány i stáda o 30 jedincích. Příslušnost ke stádu bývá volná a dlouholeté svazky nejsou známy uvnitř stáda ani mezi samci a samicemi. Živí se hlavně menšími rybami o velikostech mezi 5 a 37 cm. Ryby chytá většinou ve skupině. Ve vlnách za loděmi neplave, avšak nad hladinu vyskakuje často. Ve většině areálu rozšíření je delfín brazilský sympatrický s delfínovcem amazonským (Inia geoffrensis), se kterým však běžně nesocializuje a pokud ano, delfíni brazilští bývají dominantní.
Potápí se maximálně na dobu kolem 2 minut, většina ponorů je však mnohem kratších. Pohlavní dospělost nastává u samic mezi 5.–8. rokem, u samců v 7 letech. Doba březosti je 10–11 měsíců, po kterých samice vrhá jedno mládě. Samice zabřezne typicky jednou za dva, někdy jen jednou za tři nebo za čtyři roky. Doba laktace trvá asi 7–9 měsíců. Běžně se dožívá asi 30–35 let.

## Ohrožení
Jedná se o ohrožený druh s klesající populací. Hlavními hrozbami jsou zamotání do rybářských sítí a následné utonutí, přímé odlovy místními domorodci pro masitou návnadu na chytání ryb, stavění přehrad a znečištění řek organochloridy a těžkými kovy.